# Dietil-malonát
A dietil-malonát színtelen,  almára emlékeztető szagú folyadék, a malonsav dietil észtere. A természetben előfordul a szőlőben és az eperben. Felhasználják parfümökben, illetve más vegyületek – például barbiturátok, mesterséges aromák, a B1- és B6-vitamin – szintéziséhez.

## Szerkezete és tulajdonságai
A malonsav egyszerű dikarbonsav, melyben a két karboxilcsoport egymáshoz közel helyezkedik el. A dietil-malonát malonsavból történő keletkezése során mindkét karboxilcsoport hidroxilcsoportja (−OH) helyébe etoxicsoport (−OEt; −OCH2CH3) lép. A molekula közepén található metiléncsoportnak (−CH2−) két karbonilcsoport (−C(=O)−) szomszédja van.
A karbonilcsoport melletti szénatomhoz kapcsolódó hidrogének lényegesen (akár 30 nagyságrenddel savasabbak, mint az alkilcsoport melletti hidrogének. (Ez a karbonilhoz képesti úgynevezett α pozíció.) A két szomszédos karbonilcsoporttal rendelkező szénatomhoz kapcsolódó hidrogén még savasabb, mert a karbonilcsoportok segítik stabilizálni a karbaniont, mely a köztük lévő metiléncsoportról egy proton eltávolításával keletkezik.
E vegyület konjugált bázisában a rezonancia stabilizáció mértékét az alábbi három rezonancia forma mutatja:

## Előállítása
Klórecetsav  nátrium sójának nátrium-cianiddal történő reakciójával, majd a kapott nitril bázikus hidrolízisével nyerhető a malonsav nátrium sója, melynek Fischer-féle észteresítésével dietil-malonát keletkezik:

## Reakciói

### Malonészter szintézis
A dietil-malonát egyik fő felhasználása a malonészter szintézis. A dietil-malonátból (1) megfelelő bázissal karbanion (2) képződik, mely megfelelő elektrofillel alkilezhető. Az alkilezett 1,3-dikarbonil vegyület (3) könnyen dekarboxilezhető, szén-dioxid kilépésével szubsztituált ecetsav (4) keletkezik:
Bázisként leggyakrabban nátrium-etoxidot használnak. Vizes nátrium-hidroxid alkalmazásakor a bázikus hidrolízis termékei, nátrium-malonát és etanol keletkezhetnek. Ezzel szemben ha nátrium-etoxidot használnak, az etoxid karboxilátra történő nukleofil támadása nem eredményez mellékterméket, míg más alkoxid sók az átészteresítés miatt melléktermékeket adnának.

### További reakciók
Sok más észterhez hasonlóan ez a vegyület is Claisen-kondenzációs reakcióba vihető. A dietil-malonát előnye, hogy a nemkívánatos önkondenzációs reakció nem lép fel. Más észterekhez hasonlóan az alfa-pozícióban brómozható.
Feleslegben levő nátrium-nitrittel ecetsavban nitrozálható, a kapott dietil-oximinomalonát etanolban, Pd/C katalizátor mellett végzett katalitikus hidrogenolízisével dietil-aminomalonát (DEAM) keletkezik. A DEAM-ból acetilezéssel dietil-acetamidomalonát állítható elő (melyet aminosavak szintéziséhez lehet használni), vagy 3-szubsztituált 2,4-diketonokkal forrásban lévő ecetsavra lehet addícionálni, így jó kitermeléssel különbözőképpen szubsztituált etil-pirrol-2-karboxilátok állíthatók elő, melyek porfirin-szintézishez használhatók fel.

## Fordítás
Ez a szócikk részben vagy egészben  a   Diethyl malonate című angol Wikipédia-szócikk ezen változatának fordításán alapul.  Az eredeti cikk szerkesztőit annak laptörténete sorolja fel. Ez a jelzés csupán a megfogalmazás eredetét és a szerzői jogokat jelzi, nem szolgál a cikkben szereplő információk forrásmegjelöléseként.